# مادونا ليتا (لوحة)
مادونا ليتا هي لوحة تم رسمها في أواخر القرن الخامس عشر وتظهر اللوحة صورة مريم العذراء و هي ترعى يسوع عندما كان طفلا. اللوحة والعمل عموما تم نسبته إلى ليوناردو دا فينشي ويتم عرضها في متحف الإرميتاج، في سانت بطرسبرغ.
الرسومات تم نقلها من اللوحة الأصلية التي تم الرسم عليها إلى لوحة جديدة لحمايتها من التآكل والتلف.